# Oranjepolder (Voorschoten)
De Oranjepolder is een polder en een voormalige waterschap in de Nederlandse provincie Zuid-Holland, aan de westkant van de gemeente Voorschoten.
Het waterschap was verantwoordelijk voor de vervening, drooglegging en de waterhuishouding in de gelijknamige polder.
De wijk Dobbewijk ligt gedeeltelijk in de polder.